# Pasmo Baraniej Góry i Skrzycznego

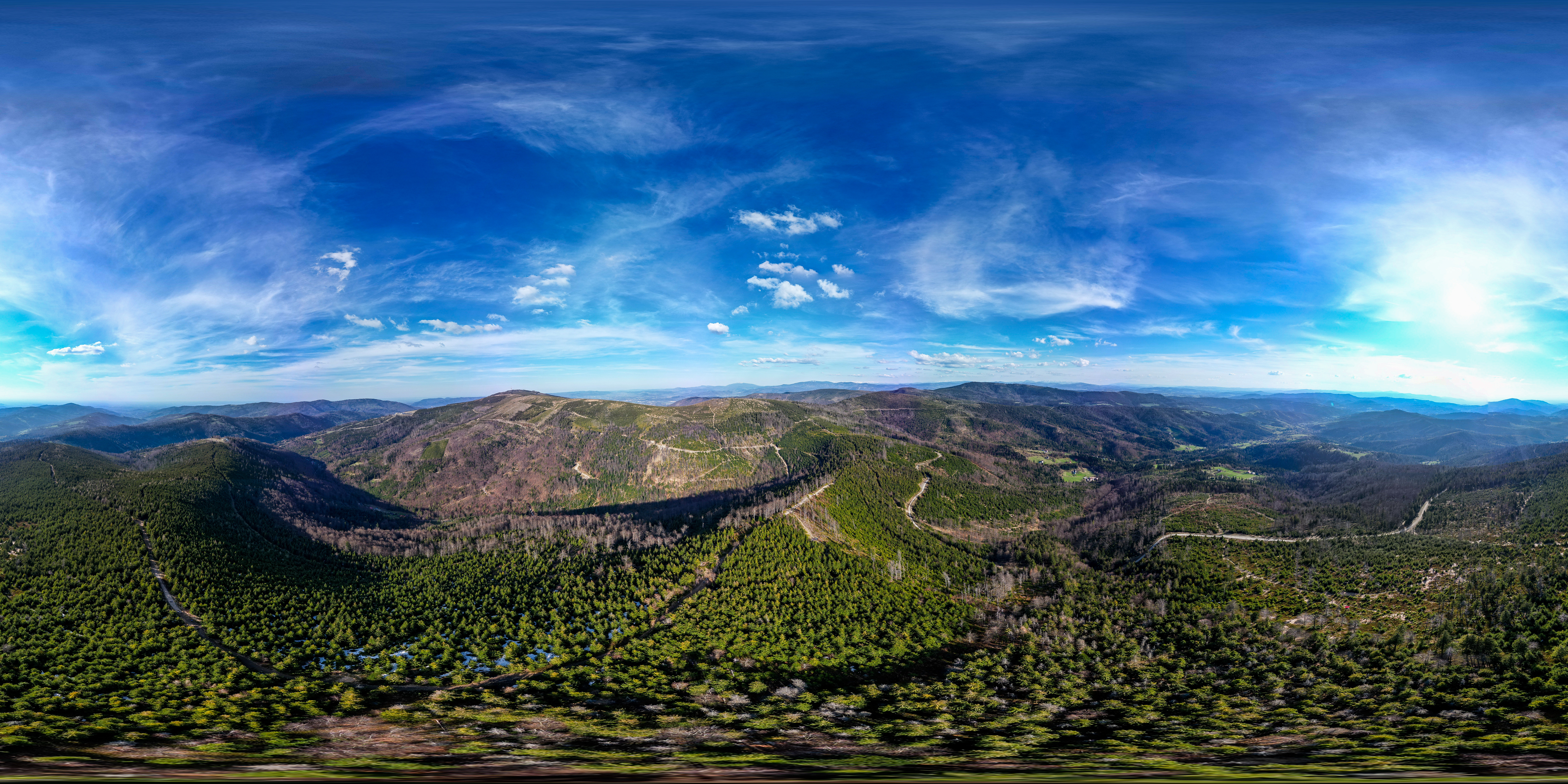
Pasmo Baraniej Góry i Skrzycznego z lotu ptaka

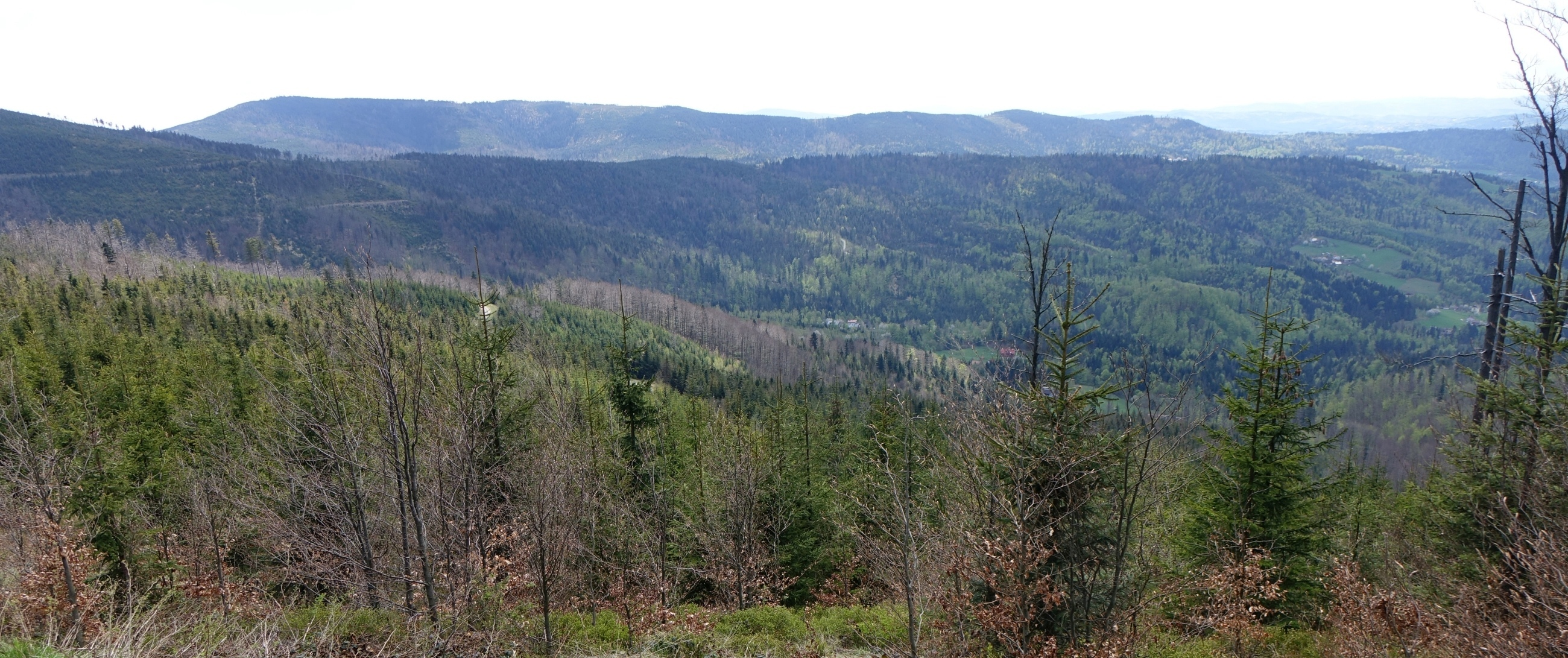
Grzbiet Cienkowa i Baraniej Góry

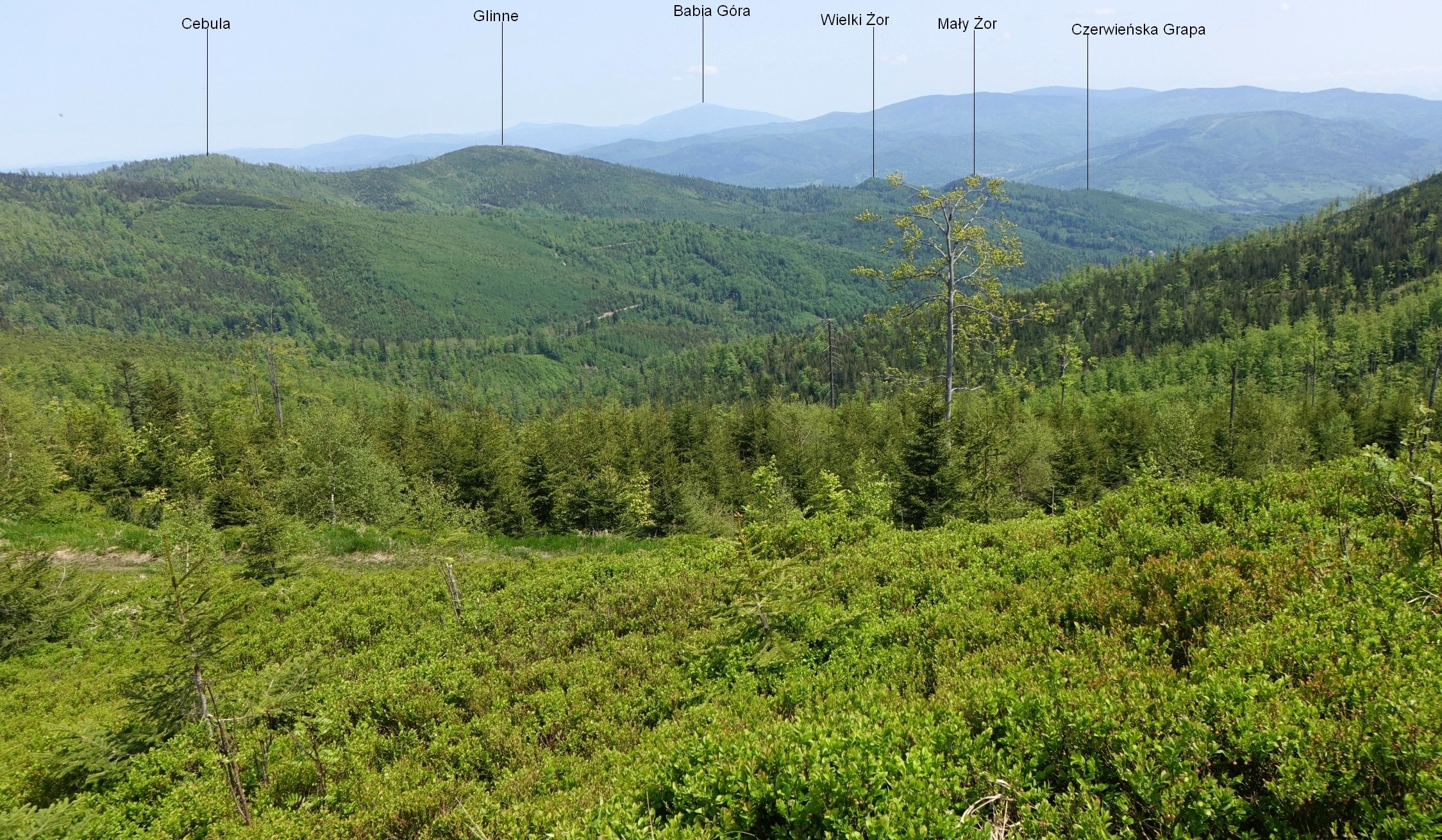
Boczny grzbiet Glinnego

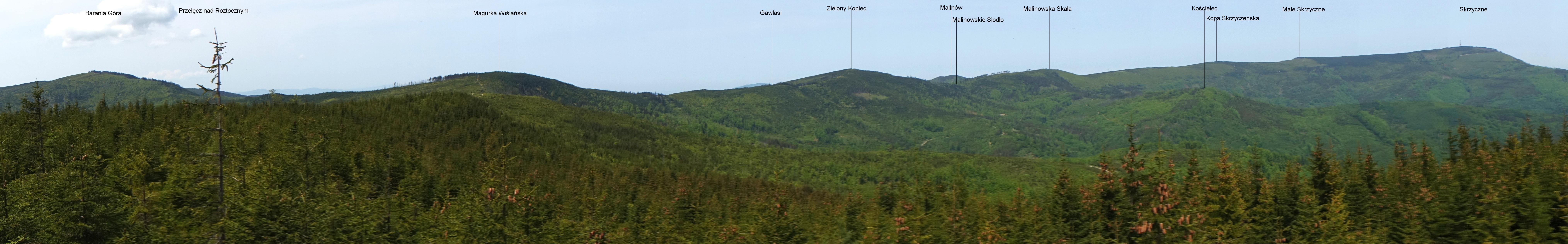
Fragment pasma. Widok z Magurki Radziechowskiej

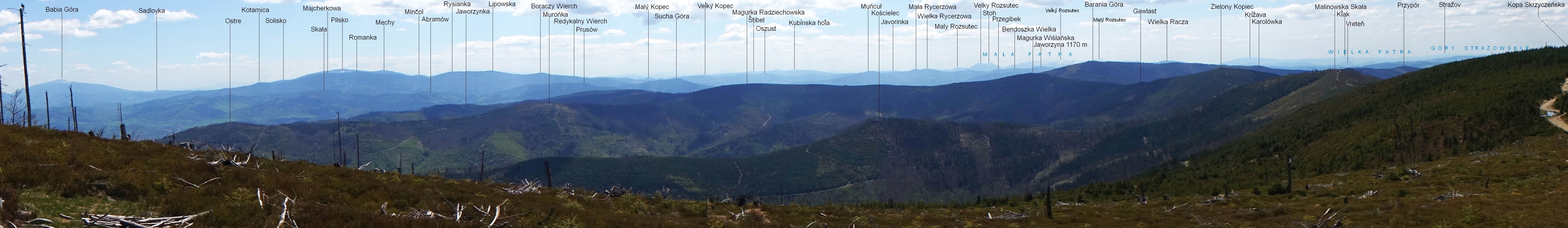
Pasmo Baraniej Góry. Widok z Małego Skrzycznego

Pasmo Baraniej Góry i Skrzycznego, nazywane również Pasmem Baraniej Góry lub Pasmem Wiślańskim – jedno z głównych pasm górskich w Beskidzie Śląskim. Znajdują się w nim najwyższe szczyty tych gór: Skrzyczne (1257 m) i Barania Góra (1215 m). Przedstawia się jako dość długi, powyginany wał górski, ciągnący się generalnie w kierunku północ-południe od doliny Żylicy w Szczyrku po Karolówkę, która jest zwornikiem dla Pasma Baraniej Góry i Skrzycznego, oraz Pasma Stożka i Czantorii. Granicę między tymi pasmami stanowi przełęcz Kubalonka, zaś łącznikiem między tymi pasmami jest niski grzbiet biegnący od Karolówki na zachód, ku przełęczy Kubalonka. W kierunku od północy na południe w głównym grzbiecie Pasma Baraniej Góry i Szczyrku kolejno występują szczyty i przełęcze: Skalite, Siodło, Skrzyczne, Małe Skrzyczne, Kopa Skrzyczeńska, Malinowska Skała, Malinowskie Siodło, Zielony Kopiec, Gawlast, Magurka Wiślańska, Przełęcz nad Roztocznym, Barania Góra, Wierch Wisełka, Karolówka. Na zachodzie pasmo sięga po Przełęcz Salmopolską. Tu odgałęzia się od niego Pasmo Równicy, a nieco dalej na Grabowej pasmo Starego Gronia i Beskidu Węgierskiego. Poprzez ten ostatni i przełęcz Karkoszczonkę Pasmo Baraniej Góry łączy się Pasmem Klimczoka i Szyndzielni na północy.
Pasmo Baraniej Góry i Skrzycznego ma wiele bocznych odgałęzień. Największe z nich to:
- południowe ramię Skrzycznego z Równią;
- zachodnie ramię Malinowskiej Skały, ciągnące się poprzez Malinowską Przełęcz i Malinów po Przełęcz Salmopolską;
- wschodnie ramię Malinowskiej Skały ze szczytem Kościelec;
- południowo-zachodnie ramię Zielonego Kopca, zwane Cienkowem;
- wschodnie ramię Magurki Wiślańskiej, na Magurce Radziechowskiej rozgałęziające się na dwa ramiona:
  - północne ze szczytami Muronka i Ostre;
  - północno-wschodnie ze szczytami Cebula, Glinne, Wielki Żor, Mały Żor, Czerwieńska Grapa;
- południowo-wschodni grzbiecik Baraniej Góry (Barański[3], lub Barański Groń[4]);
- odgałęziający się na Wierchu Wisełka północno-zachodni grzbiet Baraniej Góry ze szczytami Równiański Wierch, Przysłop, Przypór i Czarny[3][5].

Pasmo Baraniej Góry stanowi dział wód pomiędzy doliną Wisły od zachodu, a doliną Soły od wschodu. Jest w dużym stopniu porośnięte lasem, ale wielkie wiatrołomy i późniejszy wyrąb drzew spowodował, że na dużych odcinkach ze szlaków turystycznych biegnących jego grzbietami rozciągają się szerokie panoramy widokowe. Doliny potoków wcinające się między grzbiet są wąskie, a ich głębokość dochodzi do 800 m. W stokach występują osuwiska, skalne ścianki, rowy, szczelinowe jaskinie i liczne wychodnie. Na niektórych z nich uprawiana jest wspinaczka skalna i bouldering (Malinowska Skała, Kościelec, Magurka Wiślańska i Radziechowska, Zielony Kopiec).
W paśmie Baraniej Góry zwraca uwagę zjawisko dosyć łagodnych stoków opadających ku dolinie Wisły, stromych natomiast ku wschodowi. Szczególnie widoczne jest to w masywie Skrzycznego, którego bardzo strome stoki opadające ku północnemu wschodowi czynią z tego szczytu osobliwy bastion o charakterystycznym kształcie. Skalny trzon dużej części pasma zbudowany jest z piaskowca godulskiego, jedynie sam masyw Baraniej Góry, otoczenie doliny Czarnej Wisełki oraz przylegającą do szczytu Baraniej Góry dolina Olzy budują warstwy istebniańskie.